# 52ヘルツのクジラたち
『52ヘルツのクジラたち』（ごじゅうにヘルツのクジラたち）は、町田そのこによる日本の小説。2021年本屋大賞受賞作品。

## 概要
町田そのこにとって4作目の作品であり、初の長編小説となった。
タイトルは、他の鯨からは聞き取れない高い周波数で鳴き、懸命に歌っても仲間に気が付かれないため「世界でもっとも孤独なクジラ」といわれている52ヘルツの鯨から取られている。
児童虐待・家庭内DV・介護・トランスジェンダー・毒親・家族の不理解などの社会的問題も取り扱っている。
2020年4月21日に中央公論新社から刊行された。2020年3月5日から12日までに集計された「読書メーター」読みたい本ランキングでは単行本部門週間ランキングで1位を獲得している。2020年の「読書メーター オブ・ザ・イヤー2020」では1位を獲得している。2020年のダ・ヴィンチ BOOK OF THE YEAR 2020の小説部門では4位にランクインしている。テレビ番組『王様のブランチ』のBOOK大賞2020では1位を獲得している。2021年2月23日には漫画家の常喜寝太郎がTwitter上に4ページからなるPRマンガを投稿した。2021年には、365.5点を獲得して同年の本屋大賞を受賞した。
映画版が2024年3月1日に公開された。

## あらすじ
過去を断ち切って東京から大分の海辺の町へと移住してきた三島貴瑚は、移住先で13歳の少年と出会う。虐待を受けていた少年を見た貴瑚は、自身のかつての姿と少年を重ね合わせて、「聞き逃した声に対する贖罪」として少年を助け出そうと試みる。

## 登場人物
三島貴瑚（みしま きこ）
主人公。26歳の女性。「毒親」である実母からネグレクトを受けてきた。兄弟がいるにもかかわらず、21歳で義父の介護をたった一人で全て押し付けられ、死ぬことを決意して道を歩いていたところを通りすがりの岡田安吾（アンさん）と同級生の美晴に救われる。東京都から大分県の海辺の町の祖母の住んでいた家に移り住んできた。共感力が非常に高く、自身と似た境遇をした人には優しい態度を取る。
少年
13歳。母親からの虐待が原因で、言葉を話せなくなっていた、「ムシ」と呼ばれていた少年。逃げた先の貴瑚の家に匿われる。貴瑚からは「52」と呼ばれる。
岡田安吾（おかだ あんご）
通称「アンさん」。美晴の職場の同僚でしかないが、貴瑚を非常に親身になってネグレクトから救い出した。
牧岡美晴（まきおか みはる）
貴瑚の高校時代からの友人。先輩の安吾とともに貴瑚を助け出した。自身も毒親を持つ境遇で、同じ境遇の貴湖に非常に強いシンパシーを持つ。
村中真帆（むらなか まほろ）
貴瑚の移り住んできた家の床が腐っているのを直しに来た職人。ケンタを弟子のように使っている。貴湖に好感を持ち食事に誘うなど関わってくる。

## 書誌情報
- 町田そのこ（著）『52ヘルツのクジラたち』（2023年5月25日発売[1]、中公文庫、ISBN 978-4-12-207370-8）

## 映画
2024年3月1日に公開された。監督は成島出、主演は杉咲花。

### キャスト
- 三島貴瑚：杉咲花
- 岡田安吾：志尊淳[13]
- 新名主税：宮沢氷魚[14]
- 牧岡美晴：小野花梨[14]
- 少年：桑名桃李[14]
- 村中真帆：金子大地[15]
- 品城琴美：西野七瀬[15]
- 三島由紀：真飛聖[15]
- 藤江：池谷のぶえ[15]
- 岡田典子：余貴美子[14]
- 村中サチエ：倍賞美津子[14]

### スタッフ
- 原作：町田そのこ『52ヘルツのクジラたち』（中央公論新社刊）[12]
- 監督：成島出[12]
- 脚本：龍居由佳里
- 脚本協力：渡辺直樹
- 音楽：小林洋平
- 主題歌：Saucy Dog「この長い旅の中で」（A-Sketch）[16]
- 製作：依田巽、堤天心、今村俊昭、安部順一、奥村景二
- エグゼクティブプロデューサー：松下剛、東山健
- 企画・プロデュース：横山和宏、小林智浩、坂井正徳
- 共同プロデューサー：楠智晴
- ラインプロデューサー：尾関玄
- 音楽プロデューサー：佐藤順
- 撮影：相馬大輔
- 照明：佐藤浩太
- 美術：太田仁
- 装飾：湯澤幸夫
- 録音：藤本賢一
- 特機：奥田悟
- 衣装：宮本茉莉、江頭三絵
- スタイリスト：渡辺彩乃（杉咲花）
- ヘアメイク：田中マリ子、須田理恵（杉咲花）
- 特殊メイク：宗理起也
- 小道具：鶴岡久美
- スクリプター：森直子
- 編集：阿部亙英
- 音響効果：岡瀬晶彦
- VFXスーパーバイザー：立石勝
- 助監督：谷口正行
- 制作担当：酒井識人
- スタントコーディネーター：田渕景也
- トランスジェンダー監修：若林佑真
- LGBTQ+インクルーシブディレクター：ミヤタ廉
- インティマシーコーディネーター：浅田智穂
- キャスティング：杉野剛
- 特別協力：大分市、大分市ロケーションオフィス
- 制作プロダクション：アークエンタテインメント
- 製作幹事・配給：ギャガ
- 製作：「52ヘルツのクジラたち」製作委員会（ギャガ、U-NEXT、朝日放送テレビ、中央公論新社、日本出版販売）